# Bulbophyllum lineolatum
Bulbophyllum lineolatum là một loài phong lan thuộc chi Bulbophyllum.